# Ragnar Lydén
Ernst Ragnar Lydén, född 15 maj 1892 i Vambula, död 1972, var en finländsk kemist. 
Lydén, som var son till kronofogde Karl Reinhold Lydén och Edla Maria Liljeroos, blev student 1911, filosofie kandidat och filosofie magister 1917 samt filosofie licentiat och filosofie doktor 1926. Han var lärare i kemi vid Helsingfors universitets gymnasieinrättning från 1920, föreläsare i oorganisk kemi för farmaceuter 1920–1938, notarie vid matematisk-naturvetenskapliga sektionen 1925–1946, blev docent i kemi 1928 och var biträdande professor 1930–1959. Han var lärare vid universitetets gallringskurser för medicinska fakulteteten 1959–1966. Han var kurator för Åbo nation 1920–1921.
Lydén, som var konservativt sinnad, begärde 1936 utträde ur Kemistklubben (numera Spektrum rf) vid Helsingfors universitet i protest mot att man beslutat att låta kvinnor bli medlemmar.